# Urodolichus ninae
Urodolichus ninae är en tvåvingeart som beskrevs av Grichanov 1998. Urodolichus ninae ingår i släktet Urodolichus och familjen styltflugor.
Artens utbredningsområde är Madagaskar. Inga underarter finns listade i Catalogue of Life.